# Peschici
Peschici là một đô thị thuộc tỉnh Foggia trong vùng des Puglia.
Peschici có diện tích  km², dân số người. Đô thị này giáp với các đô thị sau: Vico del Gargano, Vieste.